# 洋山深水港集装箱码头
洋山深水港集装箱码头，是位于中国洋山深水港的一个集装箱装卸枢纽，是洋山深水港总体规划的主要组成部分之一，该码头建成后，上海港第一次拥有了超过15米水深的深水集装箱码头，且使得上海港的集装箱吞吐量大幅成长，并成为全球吞吐量最大的集装箱港口。

## 背景
1990年中国政府启动浦东开发开放之后，上海经济连续保持十余年超过10%快速成长，同时上海是依托港口、航运业获得逐步发展的，上海港也成为中国大陆最大的港口，并且也成为了世界级的大港，其中集装箱吞吐量从1991年58万标准箱成长至2003年的超过1000万标准箱。然而，由于上海港区缺乏天然的深水良港，黄浦江的水深仅7米左右，大型的集装箱船舶吃水大多在10米以上，因此上海要进一步发展成为航运中心，则必须获得能够停靠大型船舶的深水良港，为此上海在外高桥等地曾建设水深约12.5米的近海港口，但随着船舶行业的发展，吃水更深的大型船舶逐步成为集装箱海运的主力，近海港口也无法满足需要。最终，相关的政府和专业人士经过长期的筛选论证，最终决定选择在杭州湾外海的嵊泗县小洋山地区作为建设为上海的深水港，其中的主要工程就是深水集装箱装卸码头。

## 规划建设
从1995年起，上海市就开始了洋山深水港的规划步骤；次年9月，中华人民共和国国务院委托10多家在上海市的科研、设计、勘察单位，对港址进行论证并开始前期工作；2002年2月，时任上海市长陈良宇宣称将尽快启动洋山深水港项目建设；同年6月，洋山深水港工程开工；2003年12月集装箱码头的一期工程桩基完成；2004年6月，在完成了总吹砂量2500万立方米的任务后，一个岸线16公里、面积达15平方公里的一期工程陆域最终形成；2005年12月10日，洋山深水港正式开港，第一艘集装箱货轮靠泊洋山深水港集装箱码头。

## 效益
洋山深水港集装箱码头投入使用后，上海将拥有15米水深的深水港口，且不易淤积泥沙。上海港的集装箱吞吐量大幅增长，之后虽然经历2007年－2008年环球金融危机，但码头的集装箱吞吐量依旧保持较快成长，2012年上半年，码头集装箱吞吐量超过570万标准箱，上海港也成为了世界第一大集装箱港，到全部四期工程完工后，洋山港的集装箱吞吐量将超过1300万标准箱。

## 相关
- 洋山深水港液化天然气码头
- 洋山申港油库